# Phare des Grands Cardinaux
Phare des Grands Cardinaux ist der Name eines Leuchtturms, der auf dem Felsen „Groguéguez“ im Département Morbihan, südöstlich der Insel Hœdic erbaut wurde. Er markiert die „Chaussée des Cardinaux“, welche die Einfahrt in die Bucht von Quiberon darstellt.
Der Turm wird vom Leuchtturm Phare de Goulphar auf Belle-Île ferngesteuert. Er besitzt eine Tragweite von 12,5 Seemeilen.